# Victoria (singolo)
Victoria è un brano musicale composto da Ray Davies dei Kinks. È la traccia d'apertura del concept album del gruppo Arthur (Or the Decline and Fall of the British Empire) (1969), e ne è stato estratto come terzo singolo.

## Il brano

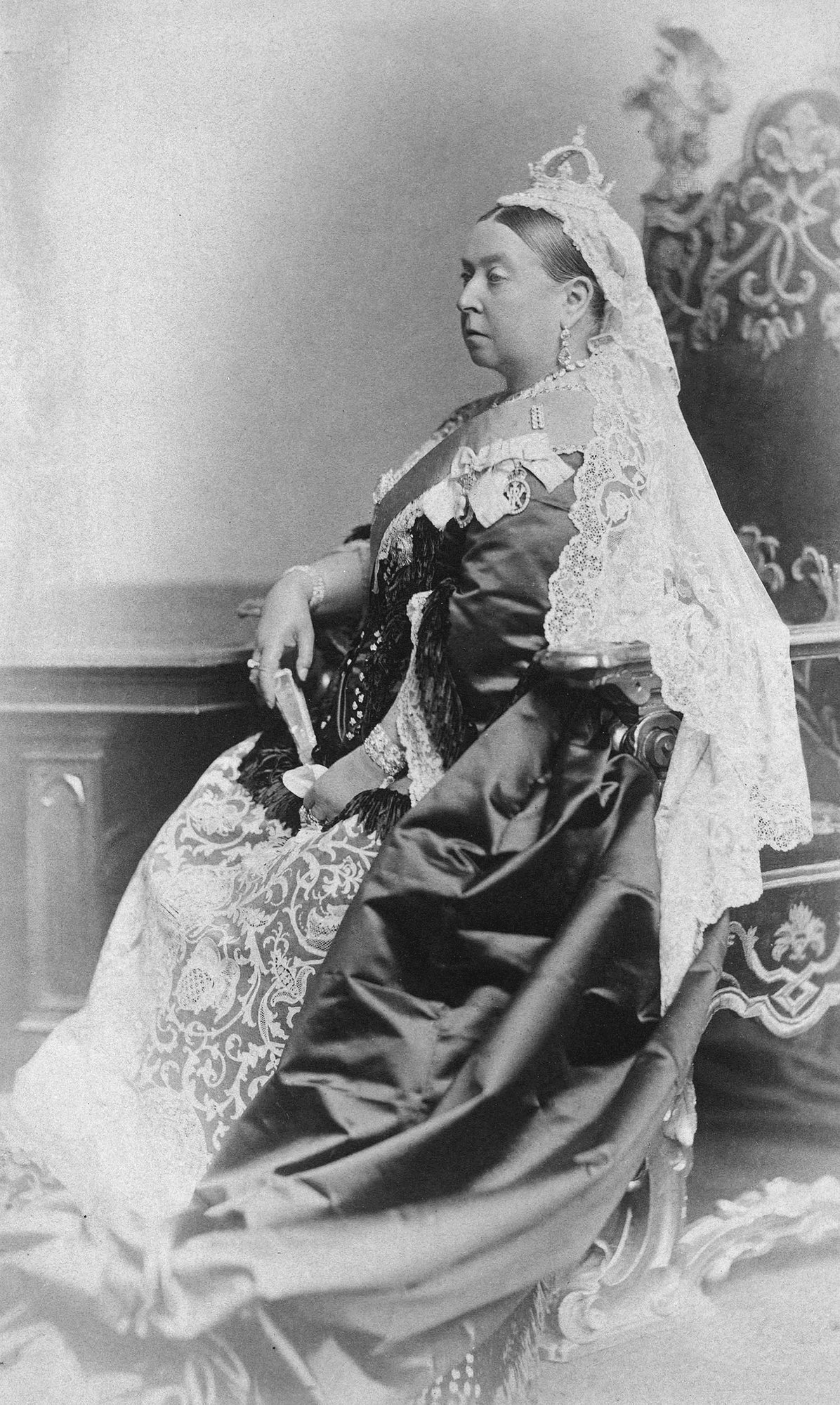
La Regina Vittoria in una foto del 1887.

Nel caratteristico stile satirico di Ray Davies, il testo del brano giustappone la tetra realtà quotidiana della vita nella Gran Bretagna del diciannovesimo secolo («Sex was bad, and obscene / And the rich were so mean») con le aspirazioni paternalistiche dell'Impero britannico nell'epoca vittoriana («From the West to the East / From the rich to the poor / Victoria loved them all»), ed esprime l'ingenua adorazione per la Regina Vittoria (la "Victoria" del titolo) e la patria da parte delle classi sociali più basse («Though I am poor, I am free / When I grow I shall fight / For this land I shall die»).

## Tracce singolo
Pye 7N 17865 (UK)
1. Victoria
2. Mr. Churchill Says

Reprise 0863 (USA)
1. Victoria
2. Brainwashed

## Accoglienza e classifica
Sebbene non si rivelò un notevole successo, Victoria ebbe maggiore riscontro rispetto agli ultimi singoli dei Kinks dell'epoca. Negli Stati Uniti, Victoria fu il singolo principale estratto da Arthur, con sul lato B la fortemente hard rock Brainwashed, e raggiunse la posizione numero 62 nella classifica Billboard Hot 100 - miglior piazzamento della band sin dai tempi di Sunny Afternoon nel 1966. In Gran Bretagna, i precedenti due singoli dei Kinks avevano fallito l'entrata in classifica e la popolarità del gruppo era in forte discesa. Victoria venne pubblicato come terzo ed ultimo singolo estratto dall'album nel dicembre 1969 (B-side Mr. Churchill Says), riportando i Kinks nella Official Singles Chart conquistando la posizione numero 33.

## Cover
- Una versione di Victoria da parte dei The Fall fu un successo da UK Top 40 nel 1988.
- The Kooks sull'album per beneficenza Heroes nel febbraio 2009.[2][3]
- Cracker
- Sonic Youth.
- Mando Diao insieme a Ray Davies per MTV Unplugged nel 2010.

## Curiosità
- La canzone è ampiamente presente nel secondo episodio della settima stagione del telefilm How I Met Your Mother, La nuda verità.